# Asteropyrum peltatum
Asteropyrum peltatum är en ranunkelväxtart. Asteropyrum peltatum ingår i släktet Asteropyrum och familjen ranunkelväxter.

## Underarter
Arten delas in i följande underarter:
- A. p. cavaleriei
- A. p. peltatum